# Redmi 10X
Redmi 10X是小米科技旗下的子品牌Redmi于2020年5月26日北京发布的智能手机系列，包含Redmi 10X 4G、Redmi 10X 5G以及Redmi 10X Pro三款机型，为Redmi X系列唯一的一代机型系列。
本条目中介绍的Redmi 10X 4G为2020年4月30日在欧洲等海外地区发布的Redmi Note 9的中国市场版本。

## 简介
Redmi 10X分为4G和5G两个版本，其中4G版本采用6.53英寸19.5:9比例LCD屏幕，左上角有挖孔式前置摄像头；5G版本分为标准版（Redmi 10X 5G）和高配版（Redmi 10X Pro），采用6.57英寸20:9比例AMOLED屏幕，屏幕顶部中央设有前置摄像头凹口。机身顶部设有降噪麦克风和红外发射端口，右侧设音量加减键和电源/锁屏键，下部为3.5mm音频接口、USB type-C接口以及扬声器，左侧设SIM卡插槽。机身背面中轴线靠上位置设有三枚或四枚摄像头，呈圆角矩形排列。Redmi 10X 4G版本在摄像头下部设有指纹识别区域，5G标准版和高配版则搭载前置屏下指纹识别。4G版本采用抛光塑料后盖及聚碳酸酯塑料边框，5G版本则采用康宁第五代大猩猩玻璃后盖以及聚碳酸酯塑料边框。
配色方面，Redmi 10X 4G提供天际蓝（蓝灰色塑料后盖及边框）、松晨绿（绿色塑料后盖及边框）、冰雾白（白色塑料后盖及边框）三款配色，Redmi 10X 5G则提供冰雾白（白色玻璃后盖、银白色塑料边框）、深海蓝（深蓝色玻璃后盖、深蓝色塑料边框）、凝夜紫（淡紫色玻璃后盖、紫色塑料边框）以及胧月金（淡粉金色雾面玻璃后盖、浅金色塑料边框）四款配色，其中胧月金配色采用了AG雾面磨砂工艺的玻璃后盖，其他三款配色为亮面玻璃后盖。

### Redmi 10X (4G)
Redmi 10X 4G采用联发科曦力G85 SoC，不支持5G网络，但支持CDMA2000制式的移动网络。前置挖孔式屏下相机为1300万像素，后置相机模组采用4800万像素主摄+800万像素超广角传感器+200万像素微距传感器+200万像素景深传感器组成四摄组合。相机模组下方为圆形后置指纹识别区以及闪光灯，支持红外遥控功能，但不支持NFC功能，支持最高为512GB的T-flash卡，充电最大功率为18W。
Redmi 10X 4G提供4GB RAM/128GB ROM和6GB RAM/128GB ROM两个存储版本，零售价格分别为999元和1199元人民币。

### Redmi 10X (5G)
Redmi 10X 5G采用联发科天玑820 SoC，支持双卡双待双5G同时驻网，不支持CDMA2000制式的移动网络。前置相机为1600万像素，后置相机模组采用4800万主摄+800万超广角+200万景深组成三摄组合，采用屏下指纹识别，取消了4G版本上采用的后置指纹识别区。支持红外遥控功能，但不支持NFC功能，充电最大功率为22.5W。
Redmi 10X 5G提供6GB RAM/64GB ROM、6GB RAM/128GB ROM、8GB RAM/128GB ROM、8GB RAM/256GB ROM，零售价分别为1599元、1799元、2099元和2399元人民币。

### Redmi 10X Pro
Redmi 10X Pro同5G标准版，采用了联发科天玑820 SoC，支持双卡双待双5G同时驻网，不支持CDMA2000制式的移动网络。前置相机为2000万像素，后置相机模组采用4800万像素主摄+800万像素超广角+800万像素光学变焦（支持光学防抖）+500万像素微距组成四摄组合。相机模组下方设有闪光灯，支持红外遥控和NFC功能，充电最大功率为33W。
Redmi 10X Pro提供8GB RAM/128GB ROM和8GB RAM/256GB ROM两个存储版本，零售价分别为2299元和2599元人民币。

## 设计
Redmi 10X系列全系均保持了呈矩形排布的相机排列方式，4G版本的Redmi 10X在矩形相机镜组下方将黑色区域延展，与指纹识别区域在视觉上合为一体；5G版本的Redmi 10X由于取消了后置指纹识别区设计，相机模组呈正方形排列，类似于华为于2018年推出的华为Mate 20系列的摄像头布局。除4G版外，Redmi 10X均采用了聚碳酸酯边框+康宁玻璃的后盖设计，并首次在Redmi品牌的手机上使用了玻璃材质的金色机身。

## 产品参数及功能差异
Redmi 10X系列分三款机型，各机型参数及功能差异较大。具体见下表。
| 参数及功能项 \ 机型 | Redmi 10X（4G)                                           | Redmi 10X (5G)                                                 | Redmi 10X Pro                                                          |
| ------------------- | -------------------------------------------------------- | -------------------------------------------------------------- | ---------------------------------------------------------------------- |
| 支持网络            | GSM/WCDMA/TD-SCDMA CDMA2000/TDD/FDD                      | GSM/WCDMA/TDD/FDD/5G NR（SA/NSA）                              | GSM/WCDMA/TDD/FDD/5G NR（SA/NSA）                                      |
| SoC                 | 联发科曦力 G85                                           | 联发科天玑820                                                  | 联发科天玑820                                                          |
| 运行内存(RAM)       | 4GB/6GB LPDDR4x 1866MHz                                  | 6GB/8GB LPDDR4x 2133MHz                                        | 8GB LPDDR4x 2133MHz                                                    |
| 闪存存储(ROM)       | 128GB eMMC 5.1                                           | 64GB/128GB/256GB UFS 2.1                                       | 128GB/256GB UFS2.1                                                     |
| 记忆卡扩展          | 支持，独立卡位 最高支持512GB                             | 支持，与SIM卡1卡位互为与或卡位 最高支持256GB                   | 支持，与SIM卡1卡位互为与或卡位 最高支持256GB                           |
| 屏幕                | 6.53英寸 2340*1080 LCD屏幕 挖孔式前置相机区              | 6.57英寸2400*1080 AMOLED屏幕 水滴形前置相机区                  | 6.57英寸2400*1080 AMOLED屏幕 水滴形前置相机区                          |
| 前置相机            | 1300万像素                                               | 1600万像素                                                     | 2000万像素                                                             |
| 后置相机组          | 4800万像素主摄 800万像素广角 200万像素微距 200万像素景深 | 4800万像素主摄 800万像素广角 200万像素景深                     | 4800万像素主摄 800万像素广角 800万像素3倍变焦（支持OIS） 500万像素微距 |
| 充电功率            | 包装附带22.5W的电源适配器 支持最高18W充电                | 包装附带22.5W的电源适配器 支持最高22.5W充电                    | 包装附带33W的电源适配器 支持最高33W充电                                |
| 电池容量            | 5020mah                                                  | 4520mah                                                        | 4520mah                                                                |
| 机身重量            | 199g                                                     | 205g                                                           | 208g                                                                   |
| 多功能NFC           | 不支持                                                   | 不支持                                                         | 支持                                                                   |
| 红外遥控            | 支持                                                     | 支持                                                           | 支持                                                                   |
| 安全识别方式        | 2D人脸识别+后置电容指纹识别                              | 2D人脸识别+屏下指纹识别                                        | 2D人脸识别+屏下指纹识别                                                |
| 机身材质            | 聚碳酸酯塑料外边框 抛光塑料后盖                          | 聚碳酸酯塑料外边框 康宁玻璃后盖                                | 聚碳酸酯塑料外边框 康宁玻璃后盖                                        |
| 机身颜色            | 天际蓝 松晨绿 冰雾白                                     | 深海蓝 冰雾白 凝夜紫 胧月金 “胧月金”配色不支持6GB/64GB存储版本 | 深海蓝 冰雾白 凝夜紫 胧月金 “胧月金”配色不支持6GB/64GB存储版本         |
| 起售价(人民币元)    | 999                                                      | 1599                                                           | 2299                                                                   |

## 销售
Redmi 10X 4G于北京时间2020年5月26日16时正式开启销售，Redmi 10X 5G于北京时间2020年5月26日16时开启100元定金预售，2020年6月1日0时正式开启销售。而Redmi 10X Pro则于2020年6月5日0时正式开启销售。